# Episodi di Rubicon
La prima e unica stagione di Rubicon è stata trasmessa dal network statunitense AMC. L'episodio pilota andò in onda il 13 giugno 2010, per poi essere riproposto il 1º agosto dello stesso anno, seguito dai restanti episodi. La prima stagione è composta da un totale di tredici episodi.
In Italia è stata trasmessa da Joi, canale pay della piattaforma Mediaset Premium, dal 28 ottobre al 9 dicembre 2010. In chiaro è trasmessa dal 7 luglio al 29 settembre 2012 su Canale 5.
| nº | Titolo originale        | Titolo italiano              | Prima TV USA      | Prima TV Italia  |
| -- | ----------------------- | ---------------------------- | ----------------- | ---------------- |
| 1  | Gone in the Teeth       | Il numero 13                 | 13 giugno 2010    | 28 ottobre 2010  |
| 2  | The First Day of School | Il cruciverba                | 1º agosto 2010    | 28 ottobre 2010  |
| 3  | Keep the Ends Out       | Nel labirinto                | 8 agosto 2010     | 4 novembre 2010  |
| 4  | The Outsider            | Viaggio a Washington         | 15 agosto 2010    | 4 novembre 2010  |
| 5  | Connect the Dots        | Collegare i puntini          | 22 agosto 2010    | 11 novembre 2010 |
| 6  | Look to the Ant         | Impara dalla formica         | 29 agosto 2010    | 11 novembre 2010 |
| 7  | The Truth Will Out      | La verità verrà a galla      | 5 settembre 2010  | 18 novembre 2010 |
| 8  | Caught in the Suck      | Presi nel vortice            | 12 settembre 2010 | 18 novembre 2010 |
| 9  | No Honesty in Men       | Non c'è onestà negli uomini  | 19 settembre 2010 | 25 novembre 2010 |
| 10 | In Whom We Trust        | Fiducia in qualcuno          | 26 settembre 2010 | 25 novembre 2010 |
| 11 | A Good Days' Work       | Una buona giornata di lavoro | 3 ottobre 2010    | 2 dicembre 2010  |
| 12 | Wayward Sons            | Figli ribelli                | 10 ottobre 2010   | 2 dicembre 2010  |
| 13 | You Never Can Win       | Non potrai mai vincere       | 17 ottobre 2010   | 9 dicembre 2010  |

## Il numero 13
- Titolo originale: Gone in the Teeth
- Diretto da: Allen Coulter
- Scritto da: Jason Horwitch

### Trama
Tom Rhumor, un vecchio uomo molto ricco, mentre legge i giornali nota una foglia di quadrifoglio nascosta fra uno di essi. Dopo aver guardato fuori dalla finestra e aver incrociato lo sguardo con sua moglie Katherine, si reca nella sua biblioteca e si uccide.
All'American Policy Institute (API), Will Travers riesce a scoprire un codice nascosto ricorrente in molti schemi di parole crociate pubblicate sui giornali; ne informa il suo capo David Hadas, il quale non ci fa caso dicendo che si tratta di uno scherzo fatto per gli appassionati di enigmistica. Ma più tardi lo stesso David rivela la scoperta di Will a Kale Ingram, il quale risponde a David che è "un bel colpo".
Più tardi si scoprirà che David è il suocero di Will. La moglie e la figlia di Will sono morte l'11 settembre perché erano in cima al World Trade Center quella tragica mattina degli attacchi.
Per il compleanno di Will, David gli regala un libro insieme a una lettera, dicendogli che dovrà aprirla soltanto quando sarà arrivato a casa. A casa Will aprirà la lettera e vi troverà una chiave di una motocicletta Norton, insieme a una nota che dice "Vattene via. Non guardarti indietro. È il momento." Will chiama David e gli dice che non può accettare il suo dono. David gli risponde che gli spiegherà il motivo la mattina seguente. Comunque sia, prima che i due si possano incontrare, David rimane ucciso in un incidente ferroviario.
Mentre Will si trova dentro l'ufficio di David, risponde a una chiamata di un uomo misterioso che dice una mossa di scacchi. Dopo qualche indagine, Will scoprirà che l'autore della chiamata è un certo Ed Bancroft, un ex analista di codici. Va a fare visita a Ed per chiedere informazioni su David; Will comincia infatti a essere sospettoso sulle circostanze della morte di David. Fra tutte le cose che non gli tornano, trova la macchina di David parcheggiata in un posto numerato con il n. 13, fatto molto strano perché David era una persona molto superstiziosa.
Mentre pensa di abbandonare il lavoro, Will decide improvvisamente di rimanere e viene promosso al ruolo che aveva David. Nello stesso momento, Truxton Spangler, direttore dell'API, si reca a un incontro e chiede se è certa la morte di Tom Rhumer. Uno degli uomini nella stanza gli assicura che è morto.
- Ascolti USA:
  - telespettatori 1 070 000[2] (messa in onda del 13 giugno 2010)
  - telespettatori 2 000 000[3] (messa in onda del 1º agosto 2010)

## Il cruciverba
- Titolo originale: The First Day of School
- Diretto da: Guy Ferland
- Scritto da: Jason Horwitch, Henry Bromell (soggetto) e Henry Bromell (sceneggiatura)

### Trama
Al suo primo giorno come capogruppo all'API, Will si reca nei sotterranei per chiedere ad Hal di aiutarlo a ricercare uno schema ricorrente nei cruciverba da lui evidenziati e di non dire a nessuno di questo suo compito. Hal protesta dicendo che è contro le regole e che il suo nome non è Hal.
Spangler mostra a Will la foto di un certo Yuri Popovich ritratto insieme a due uomini sconosciuti. Il compito di Will è di capire che sono queste due persone in 24 ore. Will quindi procede a distribuire vari incarichi ai suoi ex compagni di squadra (ora suoi sottoposti), ma essi sembrano in qualche modo distratti. Miles Fielder è preoccupato da una situazione critica in Nigeria, Tanya McGaffin si trova a combattere con i postumi di una sbronza e Grant Test è di pessimo umore.
Katherine Rhumero si incontra con il suo avvocato per discutere della morte di suo marito, rimanendo stupita dal fatto di scoprire che suo marito gli ha lasciato due case in città e una compagnia. Dopo aver fatto qualche indagine personale, incomincia a sospettare che Tom non gli è stato fedele. Ne parla quindi con un vecchio amico di suo marito, James Wheeler, il quale però gli assicura che Tom non aveva nulla da nascondere.
Mentre Will sta inscatolando tutte le cose di David rimaste nel suo ufficio, trova un foglio di carta con lettere battute a macchina a gruppi di tre. Ritorna quindi da Ed Bancroft, il quale riconosce in questo scritto un codice che indica numeri di pagina, di riga e di lettere. Ma per interpretare il codice c'è bisogno di sapere di quale libro si tratti; a Will torna in mente il libro a lui regalatogli da David il giorno prima di morire e riesce così a interpretare il messaggio dietro al codice: "Si nascondono in piena vista."
Hal riferisce a Will dei risultati della sua ricerca sui cruciverba; il codice usato risale al 1983, esattamente 3 giorni prima di un attentato dinamitardo a Beirut, in Libano, di cui sono stati autori gli Hezbollah allo scopo di uccidere dei marines USA. Dopo che il codice era apparso, gli attentatori scomparvero improvvisamente nel nulla. Maggie Young, la segretaria di Will, fa visita a Kale in una stanza d'albergo e, controvoglia, gli rivela informazioni su Miles, Grant e Tanya; ma, quando Kale gli chiede di Will, mente dicendogli che Will si comporta normalmente.
James Wheeler si incontra con un uomo dal nome sconosciuto (le sue iniziali sono R.C.), al quale rivela dei suoi dubbi riguardo Spangler; R.C. gli risponde che non c'è nulla di cui preoccuparsi. In ufficio Will chiede alla sua squadra un aggiornamento riguardo ai due personaggi misteriosi ritratti insieme a Yuri. Uno dei due ha il nome di George Boeck, ma a parte questo il resto rimane un mistero. Will perde la pazienza e pretende dei risultati entro la fine della giornata. La puntata si conclude con due persone che tengono sotto sorveglianza Will, usando come copertura una struttura abbandonata di fronte all'ufficio.
- Ascolti USA: telespettatori 1 900 000[3]

## Nel labirinto
- Titolo originale: Keep the Ends Out
- Diretto da: Jeremy Podeswa
- Scritto da: Michael Oates Palmer

### Trama
Sulla strada per il lavoro, Will nota che un uomo lo sta pedinando. Nel tentativo di guardarlo l'uomo scompare.
Joan Hadas, la moglie di David, arriva in ufficio per riprendere le cose lasciate dal marito defunto. Una volta incontrato Will, lo prega di incontrare suo figlio Evan. Intanto Will e il suo team stanno ancora indagando su George Boeck; specialmente Miles rimane quasi ossessionato da questa ricerca e scopre un video della sorveglianza aeroportuale dove si ritrae Boeck e la sua famiglia in partenza per una vacanza. Comunque, non riesce a trovare nulla di sospetto in queste immagini. Riescono solamente a scoprire che si tratta di un banchiere, con padre siriano e madre tedesca, e che è un musulmano moderato che si reca spesso in moschea.
Kale critica Will di aver accettato il termine di 24 ore, impostogli da Spangler per il caso-Yuri: era un test e Will lo ha fallito. Maggie racconta a Kale di un suo incontro con Craig, il padre di sua figlia; ne era rimasta delusa dal fatto che la figlia era felice di aver rivisto suo padre.
Evan Hadas chiede a Will di dargli la motocicletta Norton, dato che è lui il figlio di David e non Will. Quando Will arriva a casa, nota che la sella ha un taglio: al suo interno vi trova una pistola e il nastro usato per chiudere il taglio contiene diverse serie numeriche di 10 numeri. Finalmente Will si trova di fronte all'uomo che lo pedina da qualche tempo il quale, dopo una breve colluttazione, scappa via. Più tardi Kale gli rivela che quell'uomo è un agente della FBI, Ryan Farber, il quale stava pedinando Will per capire se era la persona adatta al nuovo incarico.
Mentre Will ed Evan stanno rimettendo in sesto la Norton, Evan racconta a Will che l'unico argomento in cui suo padre era onesto con lui era il baseball. Will, da questo aneddoto ne ricava un'intuizione e si reca nel mezzo della notte a casa di Ed: David sapeva che Will odiava gli Yankees, e le 27 serie di numeri corrispondevano alle date delle vittorie degli Yankees alle World Series. Insieme cominciano a decrittare il codice rimanente.
Sulla strada, Will chiama al cellulare un certo Daniel Burns, un suo amico, chiedendogli una ricerca su sette nomi venuti fuori dal codice di David; durante la chiamata si accorge che un altro uomo lo sta seguendo, il quale entra dentro una lavanderia a gettoni e racconta a un altro uomo che Will si è accorto del suo pedinamento.
- Ascolti USA: telespettatori 1 200 000[4]

## Viaggio a Washington
- Titolo originale: The Outsider
- Diretto da: Jeremy Podeswa
- Scritto da: Richard E. Robbins

### Trama
Spangler porta con sé Will a Washington, in una serie di incontri per convincere la CIA e l'esercito dell'importanza dell'API e soprattutto del proprio bisogno di rimanere indipendenti. Will, in una pausa del viaggio, si incontra segretamente con il suo amico Daniel Burns riguardo alla ricerca sui sette nomi: sei di essi hanno lavorato in passato per la CIA, sul settimo non si trova nulla. Uno dei sei attrae l'attenzione di Will, Donald Bloom.
Miles, Tanya e Grant ricevono del lavoro da Kale: hanno il compito di decidere all'unanimità se eliminare o no un leader di Al-Qaeda di nome Kateb, il quale si nasconde in un covo in Indonesia. Pesando i vantaggi e controbilanciandoli con le vittime civile di un missile, alla fine arrivano alla conclusione che Kateb sarebbe meglio prenderlo fuori dal suo covo.
Katherine riceve un pacco dalla polizia contenente la vestaglia del suo defunto marito intrisa di sangue, insieme a il suo cellulare. Ascoltando i messaggi nel suo telefono, ne trova uno in cui James Wheeler dice "Se continuerai a farlo, sai a cosa andrai incontro." Nell'appartamento in città, trova il menu di un ristorante cinese; vi si reca e corrompe la proprietaria per ottenere delle informazioni riguardo a tutte le consegne fatte verso l'appartamento del marito, scoprendo che ce n'è stata soltanto una pagata con la carta di credito di James Wheeler.
Will chiede a Miles di fare una ricerca completa su Donald Bloom; il giorno dopo Miles gli riferisce che Bloom è atterrato all'aeroporto JFK di New York due giorni prima.
- Ascolti USA: telespettatori 1 180 000[5]

## Collegare i puntini
- Titolo originale: Connect the Dots
- Diretto da: Nick Gomez
- Scritto da: Nichole Beattie

### Trama
Mentre si reca al lavoro, Will Travers viene fermato da Ed Bancroft, il quale gli chiede notizie sui sette nomi che Will è venuto a conoscere dal suo amico nella CIA; Will gli risponde, abbastanza restio, che l'unico nome con qualche interesse è Donald Bloom, il quale dovrebbe essere a New York proveniente da Houston. Ed gli suggerisce di cercare altre informazioni nei "Documenti Bianchi" dell'API, ora a disposizione anche di Will come team-leader. Will ne trova uno scritto da David Hadas e riguardante Houston, ma il documento è stato sottratto. Più tardi, si scoprirà che è stato Spangler a prendere quel documento.
Kale Ingram, in base alle rivelazioni di Maggie Young, mette in guardia Will dai problemi di alcol che attanagliano Tanya. Will mette sotto pressione Tanya durante una riunione del team, chiedendogli di riferire direttamente a Spangler riguardo alla teoria di quest'ultima: non bisogna stare dietro al gangster russo, ma bisognerebbe seguire il sospetto finanziatore. Tanya si mette alla prova dinanzi alla sua squadra ma senza dimostrarsi convincente; comunque sia, Will la convince a credere in quello che pensa usando la propria paura per fare ancora meglio. Dopo l'incontro con Spangler, Tanya si chiude nel suo ufficio a bere. Più tardi Will riceve una foto da Kale, la quale conferma che Tanya ha ragione e che hanno scoperto una nuova cellula terroristica.
Ed chiama tutti gli hotel della città, scoprendo che Donald Bloom ha preso una stanza al Waldorf Hotel con il proprio nome. Will incomincia a pedinare Bloom, il quale cerca di seminarlo in un negozio di Louis Vuitton prima di incontrarsi con Kale Ingram in un ristorante. Durante il loro pranzo, viene fuori che Kale è gay e che lui e Bloom hanno lavorato insieme per la CIA durante un'operazione coperta di assassinio a Beirut. Will cerca di scoprire da Maggie quello che sa su Kale, ma vi rinuncia prima che lei possa incominciare a parlare.
Miriam, la moglie di Spangler, organizza la sua annuale raccolta fondi caritatevole e, come team-leader, Will è "consigliato" a donare qualcosa e a parteciparvi. Durante il ricevimento trova Spangler che beve un drink insieme a James Wheeler e R.C. Gilbert, in una stanza appartata. Al ricevimento vi è anche Katherine Rhumor; poco prima era stata incoraggiata, dal suo consigliere finanziario, a vendere la compagnia lasciatagli dal marito pochi giorni prima di morire. Si reca quindi alla sede dell'azienda, una fabbrica manifatturiera di vestiti di second'ordine ormai destinata al fallimento; recandosi negli uffici della dirigenza scopre che l'armadietto dei documenti del marito è chiuso con un lucchetto. Lo apre usando come combinazione la data del loro anniversario e vi trova un articolo di giornale riguardante il suicidio di un professore del City College di New York, le cui circostanze le ricordano molto il suicidio del marito. Interessante notare che l'articolo è inserito fra due cartelle, la prima con la scritta "Periscope", la seconda "Pirtex". Leggendo l'articolo, Katherine scopre che il nome del professore di inglese suicida al CCNY è Gerald Bradley; la sua famiglia, i suoi amici e i suoi colleghi sono rimasti sbigottiti dall'evento dato che Bradley era un uomo felice di vivere. Il nome di sua moglie è Alice, che Katherine incontrerà. Alla fine dell'articolo si menziona il fatto che il professor Bradley aveva fatto parte del consiglio di amministrazione di una compagnia chiamata Atlas McDowell.
Will si reca a casa di Ed e scopre che il padrone di casa ha messo da parte la maggior parte dei mobili di casa e tappezzato i muri di appunti e ritagli di giornali. Will decide così di mentire a Ed, dicendogli che Donald Bloom non è connesso con la CIA e che le sue indagini parallele sulla cospirazione in atto finiscono in quel momento. La loro informazione viene registrata e ascoltata da una delle persone che osservano Will da tempo, il quale fa sentire il nastro a Spangler e Bloom. Ma Will sta facendo le sue indagini nel suo appartamento, alla stessa maniera di Ed, alla ricerca di tutti i collegamenti possibili fra i fatti e le persone legate a una presunta cospirazione.
- Ascolti USA: telespettatori 1 140 000[6]

## Impara dalla formica
- Titolo originale: Look to the Ant
- Diretto da: Seith Mann
- Scritto da: Zack Whedon

### Trama
- Ascolti USA: telespettatori 1 310 000[7]

## La verità verrà a galla
- Titolo originale: The Truth Will Out
- Diretto da: Alik Sakharov
- Scritto da: Eliza Clark

### Trama
- Ascolti USA: telespettatori 1 270 000[8]

## Presi nel vortice
- Titolo originale: Caught in the Suck
- Diretto da: Ed Bianchi
- Scritto da: Blake Masters

### Trama
- Ascolti USA: telespettatori 1 160 000[9]

## Non c'è onestà negli uomini
- Titolo originale: No Honesty in Men
- Diretto da: Alan Taylor
- Scritto da: Eliza Clark

### Trama
- Ascolti USA: telespettatori 1 030 000[10]

## Fiducia in qualcuno
- Titolo originale: In Whom We Trust
- Diretto da: Keith Gordon
- Scritto da: Nichole Beattie

### Trama
- Ascolti USA: telespettatori 970 000[11]

## Una buona giornata di lavoro
- Titolo originale: A Good Day's Work
- Diretto da: Brad Anderson
- Scritto da: Zack Whedon

### Trama
- Ascolti USA: telespettatori 1 000 000[12]

## Figli ribelli
- Titolo originale: Wayward Sons
- Diretto da: Michael Slovis
- Scritto da: Richard E. Robbins

### Trama
- Ascolti USA: telespettatori 1 260 000[13]

## Non potrai mai vincere
- Titolo originale: You Never Can Win
- Diretto da: Henry Bromell
- Scritto da: Henry Bromell

### Trama
- Ascolti USA: telespettatori 1 040 000[14]